# Chatriyan
Chatriyan er en indisk film fra 1990 af K. Subash.

## Medvirkende
- Vijayakanth som Panneer Selvam alias Sathriyan
- Vishnuvardhan
- Bhanupriya som Banu
- V. K. Ramasamy
- Thilakan som Arumai Nayagam alias Annachi
- A. V. Ramanan som Ramanan
- Vijayakumar som Sathriyan's godfather
- Delhi Ganesh
- Ajay Rathnam som John Swaminathan